# Dawn McEwen
Dawn Askin, mais conhecida como Dawn McEwen (Ottawa, 3 de julho de 1980) é uma jogadora de curling canadense. Atualmente joga como primeira na equipe de Jennifer Jones.
Embora vivendo sempre em Ottawa, juntou-se à Jenn Hanna para a temporada 2003-2004 para jogar como sua reserva. Em 2005, o time venceu o Torneio de Ontário Scott Hearts, mas perdeu na final do 2005 Scott Tournament of Hearts para Jennifer Jones.
Na temporada 2006-2007, foi rebaixada para a equipe de suplentes. Em 2007, mudou-se para Winnipeg e começou a jogar por Jones. Ganhou a Taça Canadá com Jones, em 2007. Venceu seu segundo campeonato provincial em 2008, e vai jogar no seu segundo Torneio de Copas com Jones.
Casou-se com o também jogador de curling Mike McEwen em 2013.